# Aleksandr Medvedkin
Aleksandr Ivánovich Medvedkin (Александр Иванович Медведкин, Penza, Imperio Ruso, 24 de febrero de 1900 - Unión Soviética, 1989) fue un director de cine soviético contemporáneo de Sergéi Eisenstein.

## Trayectoria
Participó en el Ejército Rojo, y en 1927 empezó a trabajar en el estudio Gosvoenkino, primero como guionista, luego como ayudante de dirección, hasta finalmente llegar a director.
Su aportación más original e interesante fue la creación del Cine-Tren, en 1932, que siguió durante la década de 1930. El Cine-Tren consistía en un estudio fotográfico móvil instalado expresamente en unos vagones de tren que recorrían la Unión Soviética grabando películas y documentales que podían revelarse, montarse y exhibirse in situ.
Es uno de los representantes del cine como herramienta propagandística política. No obstante, y desde una ideología comunista sincera, fue descubriendo y desencantándose de la otra cara de un sistema más burocrático socialista que social. Fue en conjunto un director de cine satírico, con varios cortometrajes en tono de comedia; luego hizo largometrajes.
Durante la Segunda Guerra Mundial, 1941-1945, estuvo dirigiendo a un grupo de documentalistas en el frente. Desde 1948, Medvedkin trabajó en el estudio central de documentales; sus filmes, muy imaginativos asimismo, pero no sin un punto de sátira, eran muy críticos con la inhumanidad del capitalismo.
Un grupo de cineastas franceses de los años 60 e ideología comunista y enfoque social adoptó su nombre: Grupo Medevkin.

## Filmografía
- A Billet (1930), corto
- ¡Detente, ladrón! (1930),corto
- Frutas y vegetales (1931), corto
- Qué tonto eras, chico (1931), corto
- About a White Bull-calf (1931), corto
- Titus (1932), corto
- Polesko (1930), largo
- La felicidad (1933-4), largo
- El trabajador maravilloso (1937), documental
- Tierra liberada (1946), documental
- Razón contra locura (1960), documental
- The Law of Baseness (1961), documental
- Friendship With a Break-in (1966), documental
- Ghost of a Private First-class (1967), documental
- Noche sobre China (1972), documental.

## Filmografía sobre Medvedkin
- El tren en marcha (Le Train en marche, 1973), de Chris Marker, sobre el proyecto del cine-tren en el que Alexander Medvedkin y un grupo de colaboradores recorrían el vasto territorio de la Unión Soviética filmando y montando películas documentales en unos laboratorios instalados al efecto en el propio ferrocarril, con el fin de mostrarlas a sus propios protagonistas.
- El último bolchevique (Le Tombeau d'Alexandre, 1993), de Chris Marker, que rescató del olvido a este gran creador soviético.